# Autoroute A89 (France)
Pour les articles homonymes, voir A89.
L'autoroute A89 (aussi appelée La Transeuropéenne) est une autoroute française qui relie Bordeaux (à hauteur de Libourne) à Lyon (Limonest) via Clermont-Ferrand.
Le projet a débuté en 1991 et s'est achevé en 2018. Il a été constitué en majeure partie par la construction d'une nouvelle voie et dans le réemploi d'une grande partie de l'A72 construite dans les années 1970 et 1980.
L'autoroute a pris le numéro de la route nationale qu'elle longe, la route nationale 89, et s'impose en tant que transversale, comme une alternative (payante) à la Route Centre-Europe Atlantique.
De ce fait, elle déroge au système de numérotation régional mis en place dans les années 1970. En effet, Lyon fait partie de la zone 4 (autoroutes 40 à 49), Bordeaux fait partie de la zone 6 (autoroutes 60 à 69), Clermont-Ferrand de la zone 7 (autoroutes 70 à 79) et les autoroutes numérotées de 80 à 88 sont censées être dans la zone 8, qui correspond à la région Ouest (Bretagne, Normandie, Pays de la Loire).
Elle compte 544 kilomètres en service : 167 km entre Libourne et Brive, 175 km entre Saint-Germain-les-Vergnes et Combronde et 143 km entre Clermont-Ferrand et Limonest. Il s'agit d'une concession des Autoroutes du Sud de la France à l'exception du dernier tronçon de 5 km entre La Tour-de-Salvagny et Limonest concédé à APRR. Elle constitue la deuxième autoroute la plus longue de France derrière l'A10 et ses 557 km.
Afin d'assurer la continuité du numéro, à la suite de l'ouverture de la section entre l'échangeur de Saint-Julien-Sancy et la bifurcation de Combronde début 2006, le tronc commun avec l'autoroute A71 porte désormais les deux dénominations (A71-A89), tandis que les autoroutes A710, et A72 entre Clermont-Ferrand et Nervieux, ont été renommées A89.

## Histoire
Cette autoroute transversale a été voulue comme un outil puissant de désenclavement du centre de la France, relié jusqu'alors uniquement à Paris, et de liaison plus rapide entre la deuxième et la sixième aire urbaine de France que sont Lyon et Bordeaux. Son nom commercial est de ce fait La Transeuropéenne. Elle est surnommée l'« Autoroute des présidents », car elle traverse les fiefs de plusieurs présidents de la République, Valéry Giscard d'Estaing, Jacques Chirac et François Hollande, et elle passe à proximité de celui de Georges Pompidou. Compte tenu de la sensibilité environnementale du parc naturel régional des Volcans d'Auvergne et surtout de l'impact visuel d'un tel ouvrage, il a été choisi de ne pas traverser la chaîne des Puys en son plein milieu. À son approche, l'autoroute remonte donc franchement au nord pour contourner les volcans, privant ainsi Clermont-Ferrand d'un accès direct à l'autoroute par l'ouest.

### Tronçons ouverts
L'autoroute A89 se décompose en plusieurs tronçons :
- Libourne - Périgueux - Thenon - Terrasson-Lavilledieu - Brive ;
- Saint-Germain-les-Vergnes - Tulle - Ussel - Saint-Julien-Puy-Lavèze - Combronde ;
- Combronde - Clermont-Ferrand : liaison commune (double numérotation) par l'A71 ;
- Clermont-Ferrand - Thiers - Nervieux (anciennement A72, renommée A89 en 2006) ;
- Nervieux – La Tour-de-Salvagny – Limonest.

Le tronçon d'Arveyres à Saint-Julien-Puy-Lavèze, long de 288 km, a été déclaré d'utilité publique le 10 janvier 1996. La section entre Peyrignac et Cublac l'est à son tour le 12 juillet 2005.

#### Tronçon entre l'A20 et Saint-Germain-les-Vergnes
Un communiqué de la préfecture de la Corrèze, en date du 15 mai 2006, confirmait le prolongement de l'A89, au nord de Brive-la-Gaillarde, par la mise à 2 × 2 voies de la RD 9 à l'horizon 2012-2013, puis la mise à 2 × 3 voies de la section commune avec l'A20 en fonction de l'évolution du trafic routier. Cela signifiait l'abandon définitif du tronçon entre Saint-Germain-les-Vergnes et Brive-Nord qui faisait doublon avec l'A20.
Le tronçon de 4,5 km est inauguré le 7 février 2015 par François Hollande, président de la République, et mis en service le 17 avril 2015.

#### Tronçon de Nervieux à La Tour-de-Salvagny

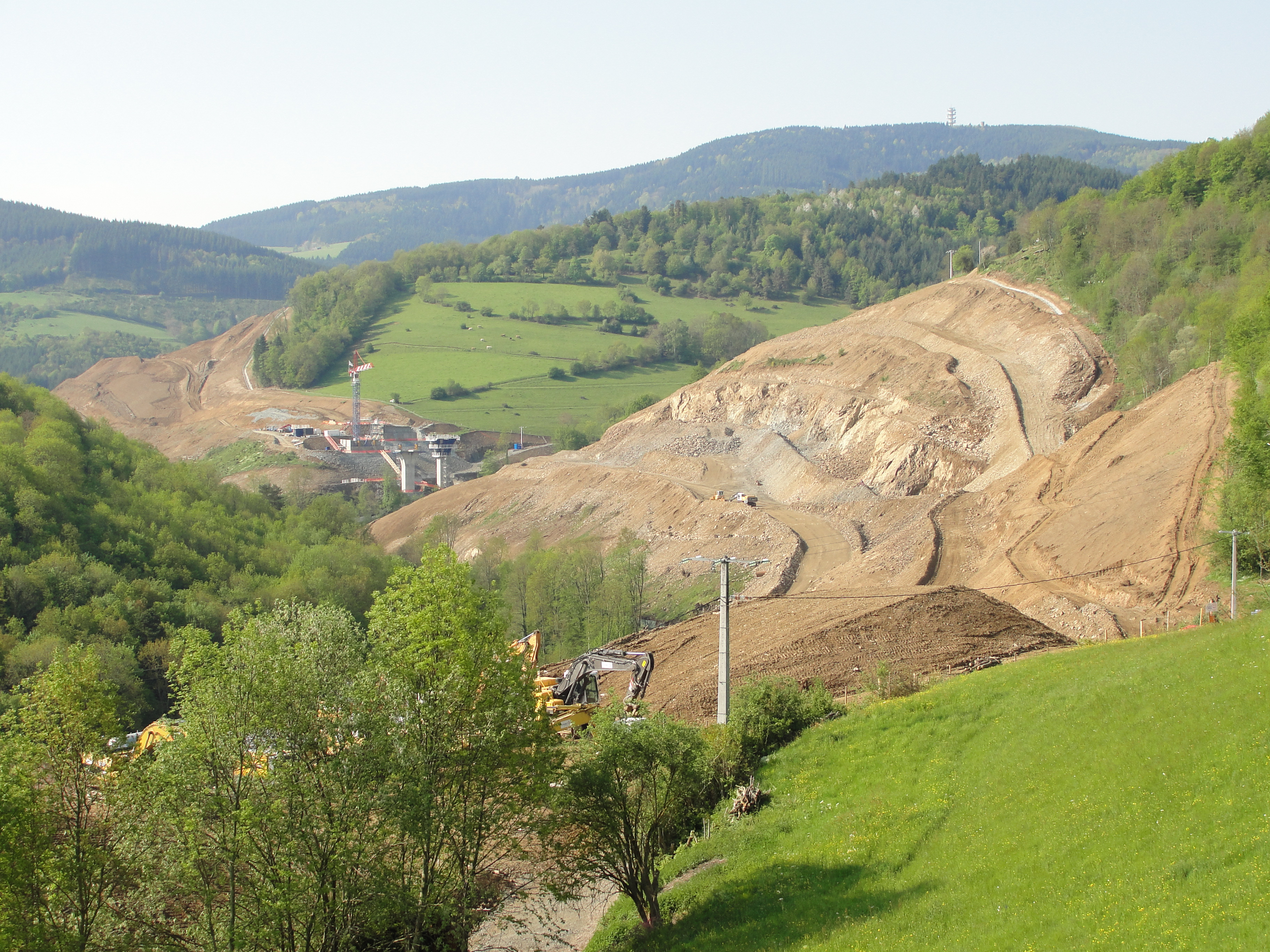
À cheval sur deux départements : aperçu du chantier entre Violay (42) et Tarare (69) - printemps 2010.
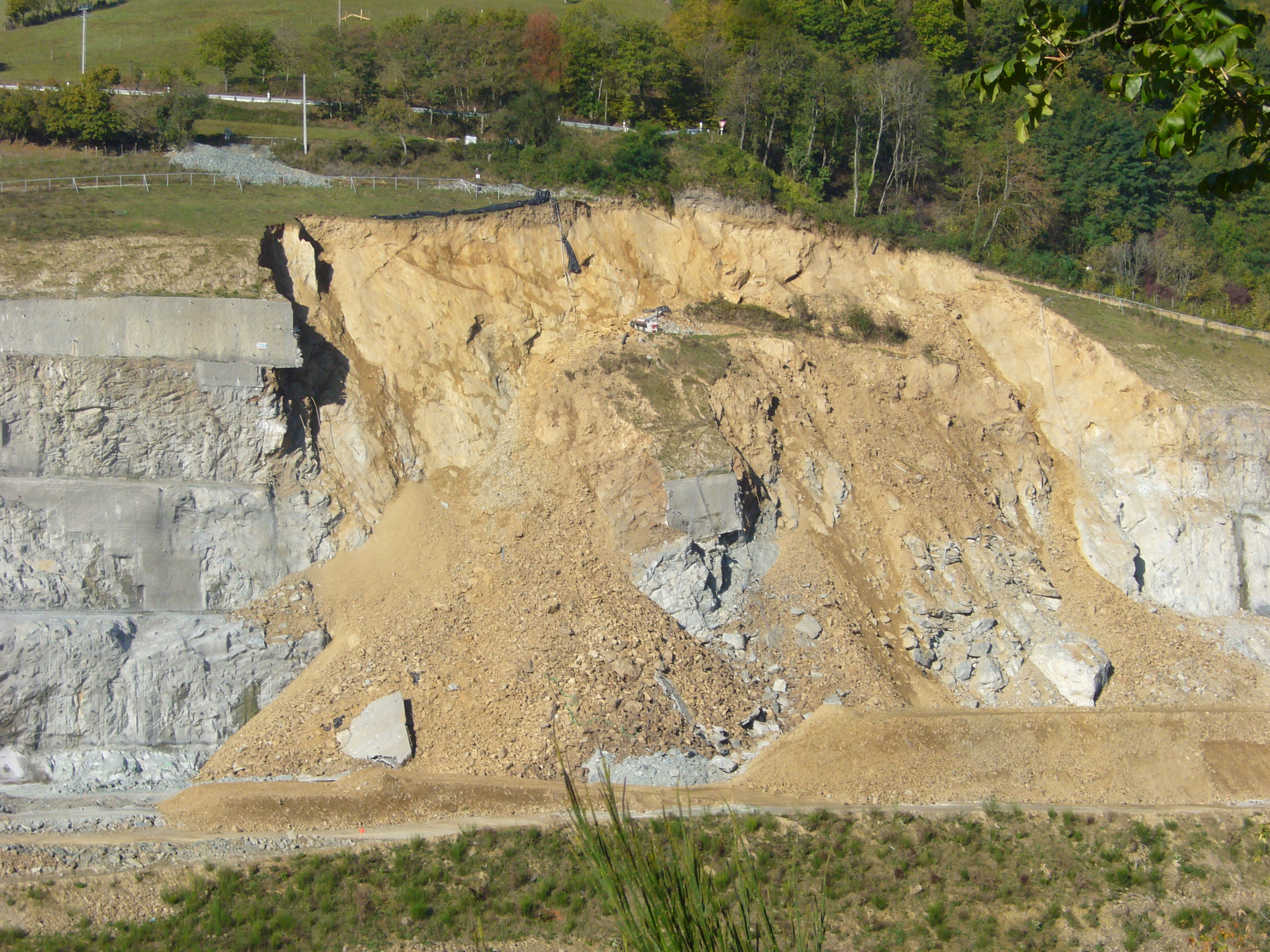
Automne 2011 : glissement de terrain ayant provoqué la mort d'un expert.
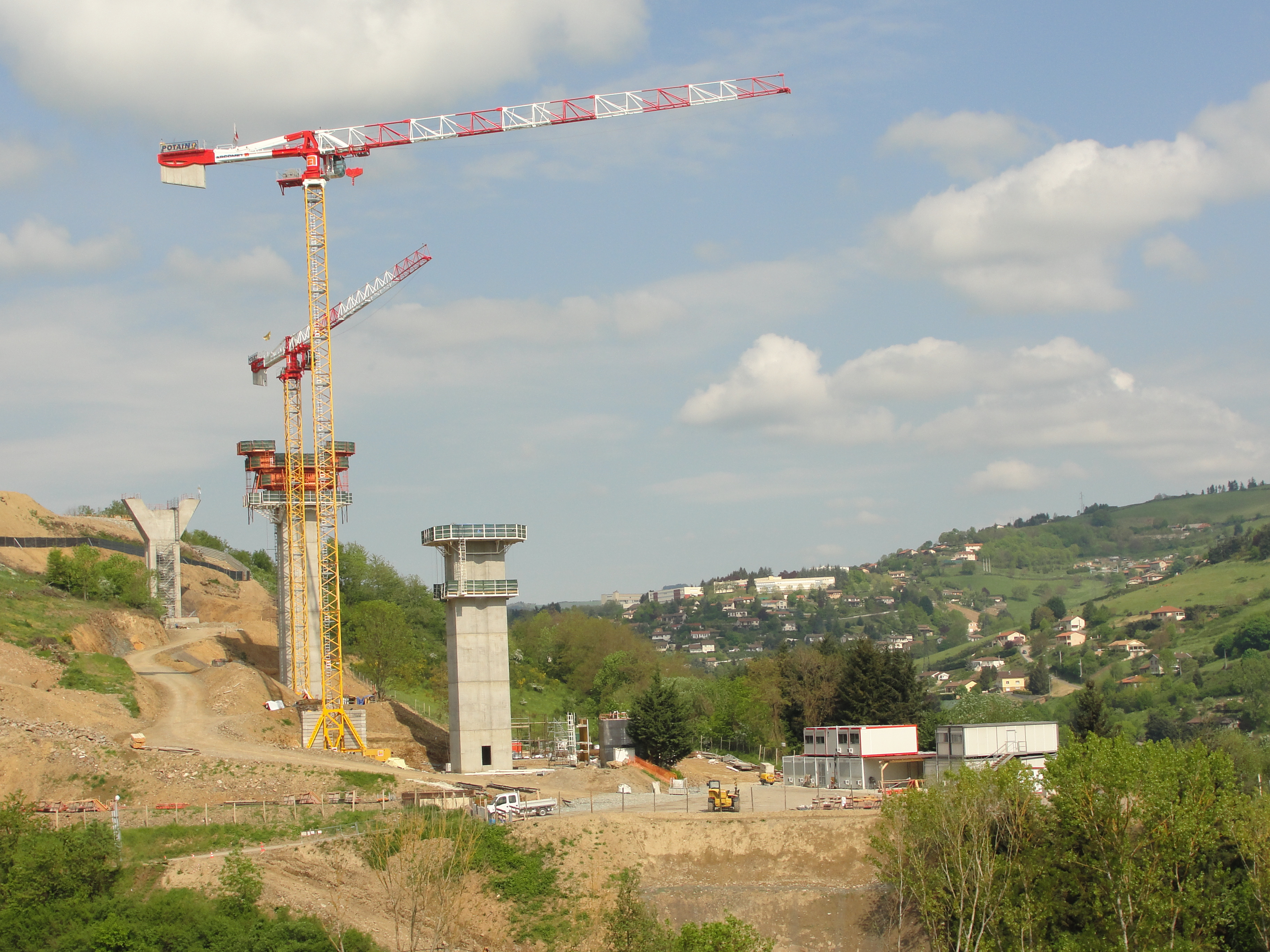
Aménagement du viaduc de Goutte Vignole au printemps 2010.
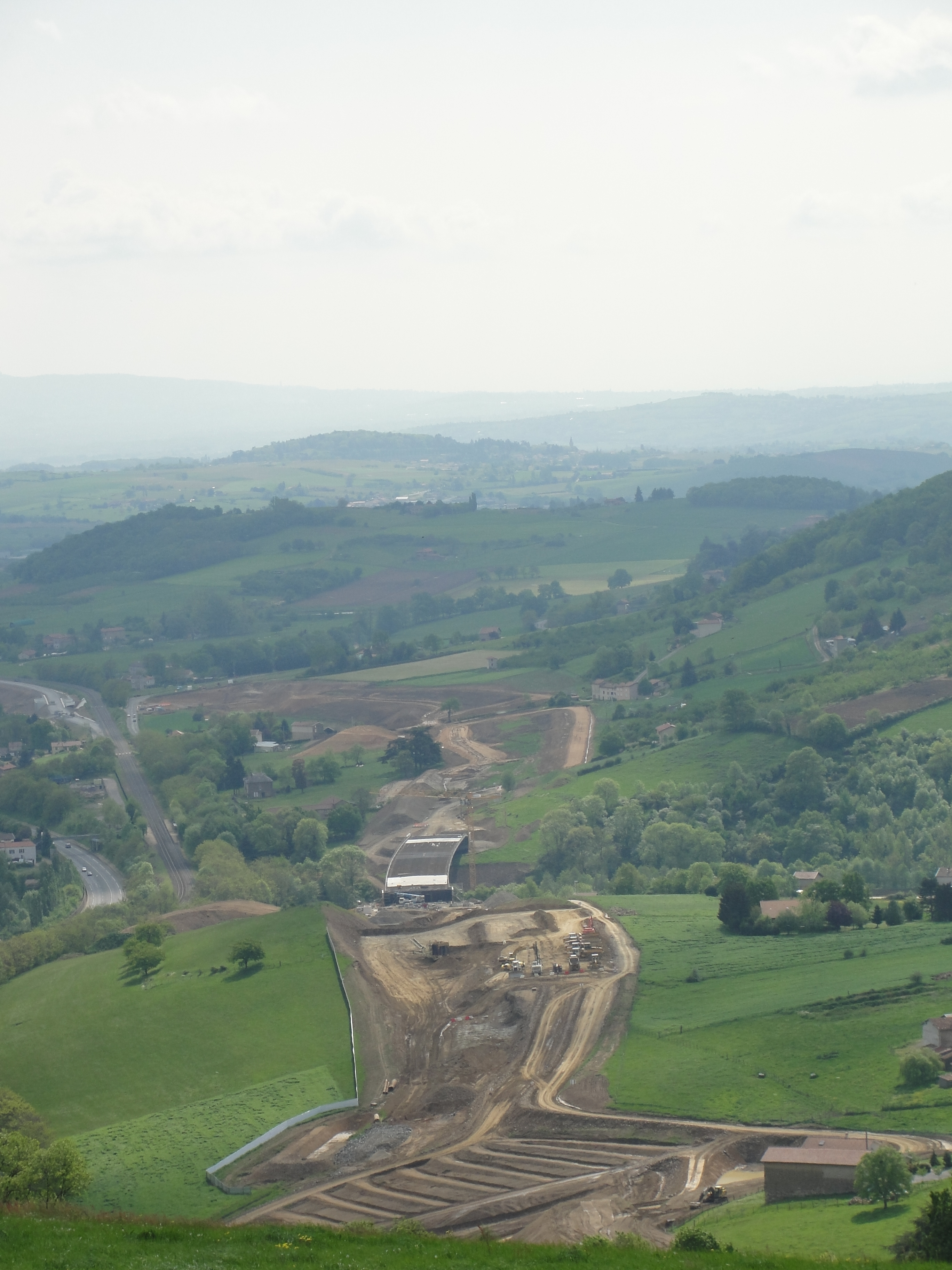
Viaduc du Torranchin en voie d'achèvement au printemps 2010.
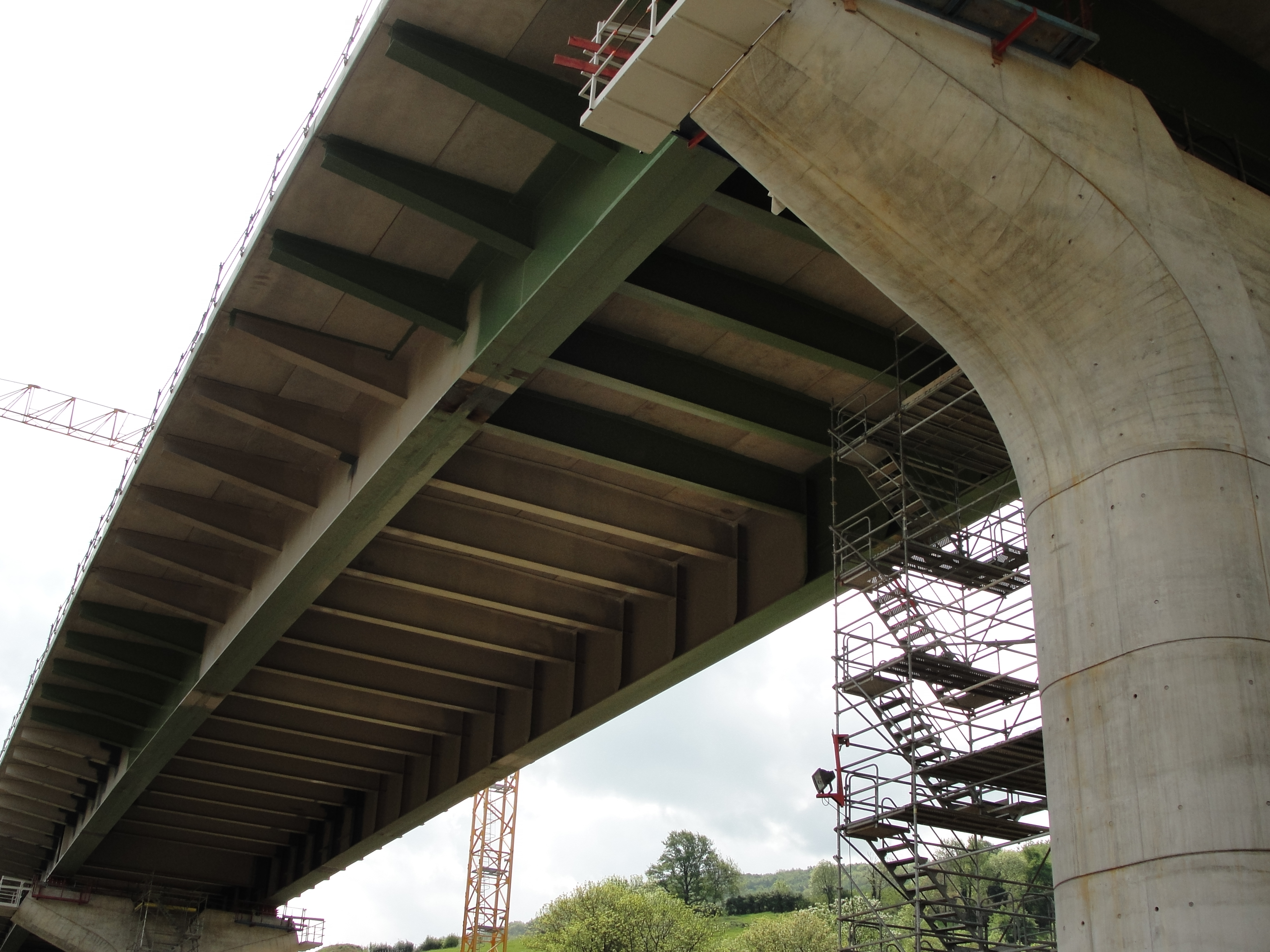
Sous le viaduc.

Les travaux commencent le 28 juin 2008 par le creusement d'un premier tunnel de 3,9 km entre Violay (Loire) et Joux (Rhône). D'une distance de 49,5 km dont 31,5 dans la Loire, cette portion autoroutière relie aussi Roanne à La Tour-de-Salvagny à l'entrée de Lyon, via Balbigny. Le chantier a coûté 1,5 milliard d'euros.
En septembre 2010, le viaduc du Torranchin à Saint-Marcel-l'Éclairé a été le premier ouvrage d'art achevé sur ce tronçon. Cet ouvrage de 196 m de long et d'une largeur de 21,55 m, d'un coût de 11 millions d'euros TTC, a été construit par Eiffage Travaux Publics, Eiffel Construction Métallique et la Forézienne d'entreprises.
Au total, dix ouvrages d'art exceptionnels ont été construits : sept viaducs, dont le plus spectaculaire est le viaduc de Goutte Vignole (618 mètres), et trois tunnels : tunnel de Violay (3 900 m), tunnel de La Bussière (1 050 m), tunnel de Chalosset (750 m).
L'A89 est en 2 × 3 voies sur 5 km de chaque côté du tunnel de Violay.
Ce tronçon fut pourtant inscrit au schéma directeur national des infrastructures dans les années 1970, avant d'être abandonné en 1975 à la suite du choc pétrolier ; la section traversant les secteurs de la basse vallée de l'Azergues et du Beaujolais était contestée avec un territoire agricole et une forte influence urbaine (proximité de Villefranche-sur-Saône). Malgré le refus d'associations dont le comité de coordination contre l'autoroute dans l'aire d'appellation du Beaujolais (3CAB) qui préfère l'aménagement d'une route nationale à 2 × 2 voies, les études d'avant-projet sommaire eurent quand même lieu en 1997 ; l'enquête publique est lancée en juin 1997 et la commission d'enquête émet un avis favorable pour la réalisation de cette section d'autoroute. La procédure menant à la déclaration d'utilité publique n'est pas poursuivie selon un communiqué du 5 janvier 1999, à la suite de difficultés environnementales telles que tenues dans le CIADT du 15 décembre 1998. Le projet coûtait alors 11 milliards de francs. Vingt associations de riverains contre cette autoroute furent constituées entre 1987 et 1995. Ce tronçon, jusqu'à La Tour-de-Salvagny, est déclaré d'utilité publique le 17 avril 2003.
Sur ce tronçon, on trouve trois gares de péages (deux petites et une grande), la première (petite) se situe sur la commune de Joux et se nomme « Tarare-Centre ». Les deux autres se trouvent sur la commune de Saint-Romain-de-Popey, la plus petite se nomme « Tarare-Est » et la grande se nomme comme le nom de la commune « Saint-Romain-de-Popey ».
Le tronçon est inauguré le 19 janvier 2013 et ouvert deux jours plus tard.

#### Tronçon entre La Tour-de-Salvagny et Limonest
Le 4 avril 2016, les travaux pour la réalisation du barreau de liaison de l'A89 à La Tour-de-Salvagny avec l'A6 au niveau de Limonest, déclaré d'utilité publique un an plus tôt, commencent. Ce barreau, ouvert le 3 mars 2018, permet d'assurer la continuité avec non seulement l'A6 mais aussi l'A46 via le barreau autoroutier A466.
Des conseillers municipaux, associations,, la communauté urbaine de Lyon présidée par Gérard Collomb, le département du Rhône ainsi que d'autres organisations se sont opposés à ce raccordement en proposant une alternative, notamment vers Anse/Quincieux (A46N), ce qui aurait permis de ne pas rediriger tout le trafic de l'A89 sur le tunnel sous Fourvière déjà saturé.

### Tronçons en projet
Bien que l'autoroute A89 soit achevée, d'autres projets sont prévus :
- remodelage de l'échangeur avec la rocade bordelaise ;
- mise aux normes et statut autoroutier de la RN 89 entre Bordeaux et Libourne.

Antenne de Saint-Beauzire (liaison A71 – A89 pour le contournement nord de Clermont-Ferrand) - 7 km.
De plus, on peut observer qu'entre les sorties 35 et 38, les ouvrages d'arts (comme le viaduc de la Brévenne) et les terrassements ont été faits pour pouvoir élargir très facilement l'autoroute à 2x3 voies.

### Historique des mises en service
| Déclaration d'utilité publique                                                                                 | Date de mise en service | Section | Longueur |
| --- | ----------------------- | --- | --- |
| Le tronçon de Clermont-Ferrand à Thiers, puis à Nervieux (B71 puis A72) a été ouvert dans les années 1970-1980 |                         | | |
| |                         | Nervieux (A72) – Balbigny (N 82) | 5 km |
| 10 janvier 1996                                                                                                | 4 mars 2000             | Ussel-Ouest (éch. 23) – Saint-Julien-Sancy (éch. 25) (inaugurée par Jacques Chirac)                                                                                         | 40 km |
| 10 janvier 1996                                                                                                | 11 juillet 2001         | Libourne-Sud – Mussidan | 73 km |
| 10 janvier 1996                                                                                                | 22 février 2002         | Tulle-Est – Ussel-Ouest | 43 km |
| 10 janvier 1996                                                                                                | 21 février 2003         | Saint-Germain-les-Vergnes – Tulle-Est | 40 km |
| 10 janvier 1996                                                                                                | 9 janvier 2004          | Périgueux-Est – Thenon | 32 km |
| 10 janvier 1996                                                                                                | 28 octobre 2004         | Mussidan – Périgueux-Est | 33 km |
| 9 janvier 1998                                                                                                 | 11 janvier 2006         | Saint-Julien-Sancy (éch. 25) – Combronde (éch. A89/A71) | 52 km |
| | 11 janvier 2006         | Terrasson-Lavilledieu – Brive-Nord | 11 km |
| | 11 janvier 2006         | Le tronçon A710/A711 – Nervieux (anciennement A72) renommé A89 | |
| | 15 mai 2006             | Abandon définitif du tronçon Brive-Nord – Saint-Germain-les-Vergnes (16 km) pour la mise à 2 × 2 voies de la RD 9 et la mise à 2 × 3 voies de la section commune avec l'A20 | Abandon définitif du tronçon Brive-Nord – Saint-Germain-les-Vergnes (16 km) pour la mise à 2 × 2 voies de la RD 9 et la mise à 2 × 3 voies de la section commune avec l'A20 |
| 12 juillet 2005                                                                                                | 16 janvier 2008         | Thenon (entre les sorties 17 et 18) | 18 km |
| | 10 octobre 2012         | Mise en service de l'échangeur avec le péage écologique[Quoi ?] de Balbigny. Destruction du péage de Nervieux.                                                              | |
| 17 avril 2003                                                                                                  | 21 janvier 2013         | Balbigny (éch. 33) – La Tour-de-Salvagny (éch. 39) | 55 km |
| | 7 février 2015          | Liaison entre l'A20 et Saint-Germain-les-Vergnes | 4,5 km |
| 1er avril 2015                                                                                                 | 3 mars 2018             | La Tour-de-Salvagny (éch. 39) - Limonest (éch. A89/A6) | 5,5 km |

## Exploitation et services
Radio Vinci Autoroutes (107.7 FM) fonctionne sur le secteur ASF de l'A89. L'A89 fait partie de la zone Centre sur le réseau ASF.

## Tracé

### RN 89
Section non-concédée à DIR Atlantique et gratuite.
- Carrefour à feux entre RN 89 et  26 (sortie de la Rocade de Bordeaux)  Échangeur entre N230 et A89 : Paris (A10), Toulouse (A62), Bayonne (A63), Bordeaux, Bassin d'Arcachon, Mérignac
- 1 Artigues - centre : Artigues-près-Bordeaux
  -  Aire de service du Relais de Moulinat (dans les deux sens)
- 2 Artigues - Le Poteau : Yvrac, Tresses, Artigues-près-Bordeaux.
- 3 Montussan : Montussan.
- 4 Saint-Loubès : Saint-Loubès, Pompignac.
- 5 Beychac: Saint-Sulpice-et-Cameyrac, Cameyrac, Beychac.
- 6 L'Intendant : Beychac-et-Caillau.
  -  Aire de service du Relais de Canteloup (sens Brive-Bordeaux).
- 7 Grand-Cazau : Vayres, Izon.
- 8 Senau (RD 2089) : Vayres, Arveyres, Saint-Germain-du-Puch, Libourne - centre
- 9 Libourne - est (RD 1089) : Périgueux par RD, Bergerac par RD, Castillon-la-Bataille, Saint-Émilion, Libourne (de et vers Bordeaux)
  -   la 2x2 voies sous RN 89 se prolonge en A89.

### A89
Section concédée à ASF et payante (sauf les sorties 14 à 16).
- Péage d'Arveyres (à système fermé).
  - Viaduc des Barrails (Arveyres) : Longueur 2x1460m, construction en 1998-2000.
  - Viaduc du Mascaret sur la Dordogne : Longueur 2x540m, construction en 1997-1999.Le Viaduc du Mascaret sur la Dordogne, près de Libourne.

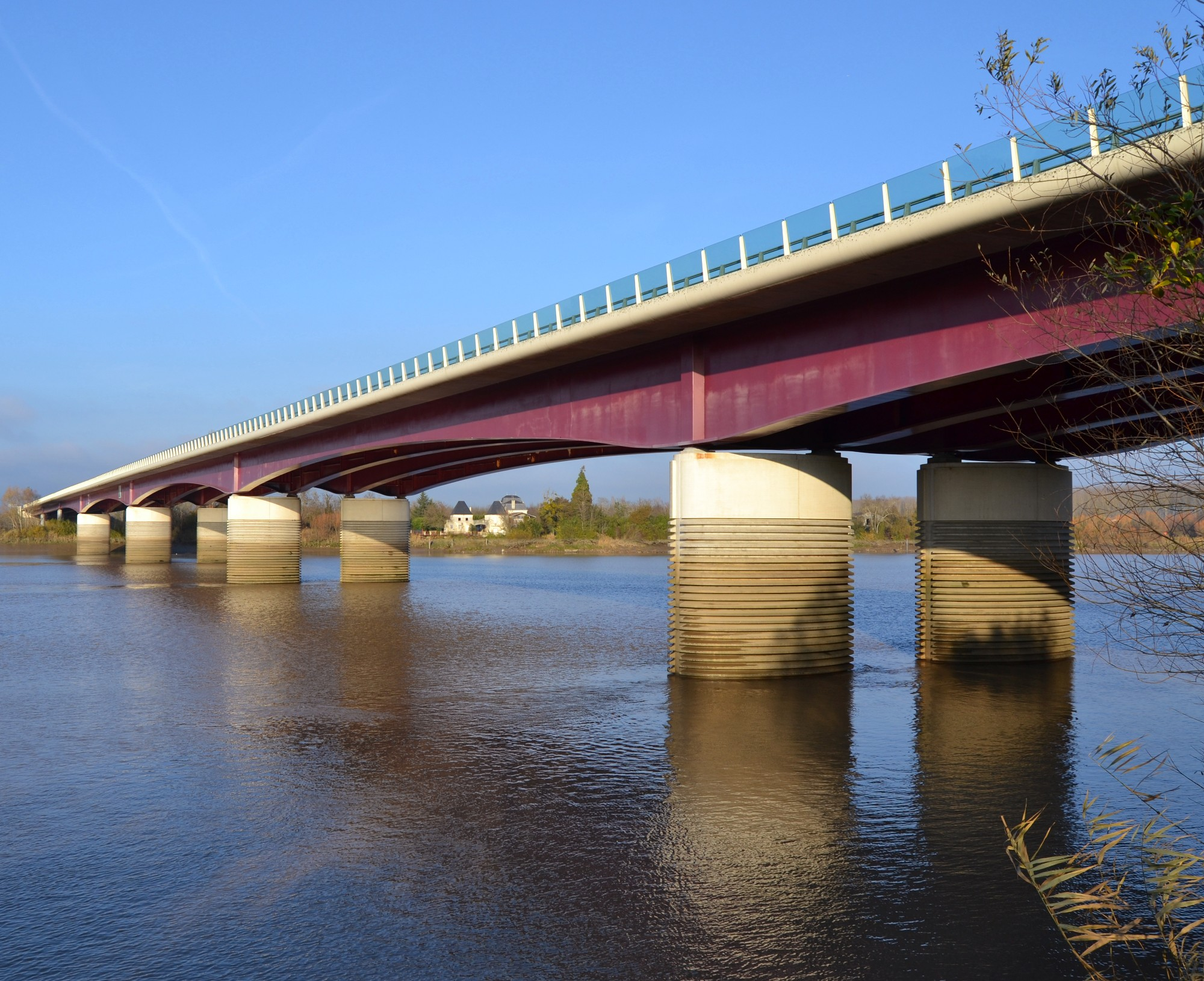
Le Viaduc du Mascaret sur la Dordogne, près de Libourne.

- 10 Libourne - nord : Royan, Saint-André-de-Cubzac, Saint-Denis-de-Pile, Libourne.
  -  Aire de repos des Vignes (dans les deux sens).
- 11 Coutras (RD 1089) : Coutras, Saint-Émilion.
  -  Aire de service des Palombières (dans les deux sens).
  - Passage de la Gironde à la Dordogne.
- 12 Montpon : Ribérac, Castillon-la-Bataille, Sainte-Foy-la-Grande, Montpon-Ménestérol.
- 13 Mussidan : Mussidan, Bergerac.
  - Viaduc de la Crempse (Bourgnac) : Longueur 307m, construction en 2002-2004.
- Péage de Mussidan (à système fermé) +  13.1 Neuvic : Mussidan, Villamblard, Neuvic (sortie depuis Bordeaux, entrée vers Bordeaux).
- 14 Périgueux - ouest (RD 6089) : Bordeaux par RD, Libourne par RD, Angoulême, Coulounieix-Chamiers, Saint-Astier, Périgueux-Ouest, Nontron, Brantôme.
- 15 Périgueux - centre (RN 21) : Agen, Bergerac par RN, Périgueux, Coulounieix-Chamiers.
- 16 Périgueux - est (RD 6089) : Limoges par RN, Brive-la-Gaillarde par RD, Périgueux, Angoulême, Les Eyzies-de-Tayac-Sireuil, Trélissac, Boulazac, Sarlat-la-Canéda +  Aire de service du Manoire (dans les deux sens).
  - Viaduc du Douime (Azerat) : Longueur 2x290m, construction en 2001-2003.
- Péage de La Bachellerie (à système ouvert) +  17 La Bachellerie (RD 6089) : Thenon, Le Lardin Saint Lazare, La Bachellerie, Sarlat, Saint-Yrieix-la-Perche, Montignac.

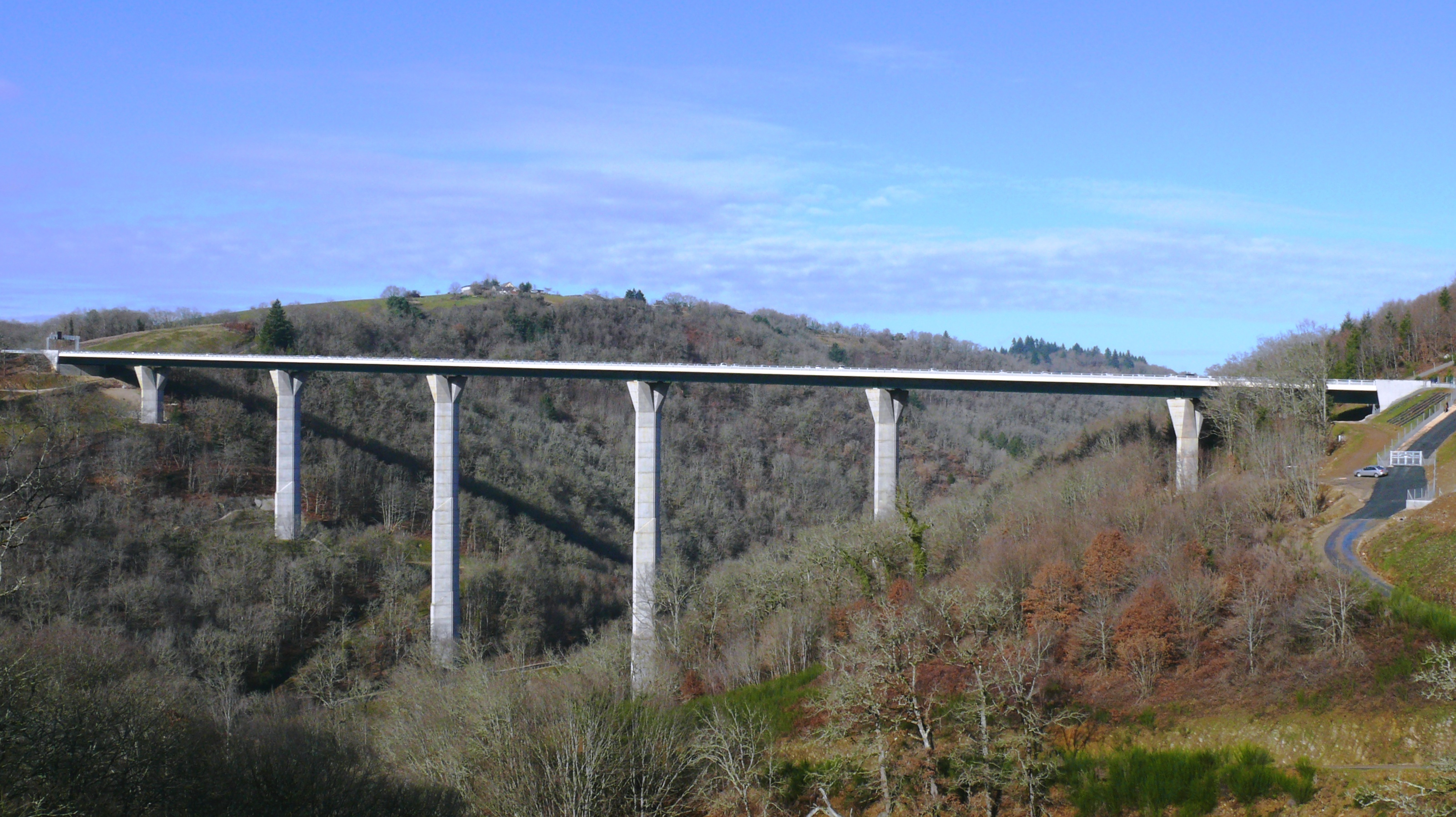
Viaduc de l'Elle

- - Tunnel de la Crête (Beauregard-de-Terrasson) : Longueur 355m, construction en 2006-2007.
  - Viaduc de l'Elle (Villac) : Longueur 474m, construction en 2005-2007.
  - Viaduc du Ribeyrol (Villac) : Longueur 259m, construction en 2005-2007.
  - Passage de la Dordogne à la Corrèze.
- 18 Terrasson : Terrasson-Lavilledieu, Larche.
  - Tranchée couverte de Gumond (Saint-Pantaléon-de-Larche) : Longueur 171m, construction en 2003-2005.
  -  Aire de service du Pays de Brive (dans les deux sens).
  - Viaduc de la Vézère-Corrèze (Ussac) : Longueur 972m et 1002m, construction en 2003-2005.
- 19 Brive - centre : Brive-la-Gaillarde, Objat, Allassac (de et vers Bordeaux).
  - Viaduc du Maumont (Saint-Viance) : Longueur 190m, construction en 2004-2006.

Début du tronc commun A20/A89

Section non-concédée à DIR Centre-Ouest et gratuite.
- Échangeur entre A20 et A89 : Cahors, Toulouse, Montauban
- 49 Ussac (RD 1089) (sortie de l'A20) : Ussac, Malemort-sur-Corrèze, Brive-la-Gaillarde-est, Tulle par RD.
- 48 Donzenac (sortie de l'A20) : Donzenac, Allassac.
- 47 Theil (RD 920) (sortie de l'A20) : Donzenac, Sadroc.
- Échangeur entre A20 et A89 : Paris, Limoges, Orléans, Châteauroux.

Fin du tronc commun

Section concédée à ASF et payante (sauf la sortie 19.1).
- 19.1 Saint-Germain-les-Vergnes : Saint-Germain-les-Vergnes.
- Péage de Saint-Germain-les-Vergnes (à système fermé)
- 20 Tulle - nord (RD 1120) : Tulle, Uzerche, Treignac, Naves, Seilhac
  - Viaduc du Pays de Tulle sur la Corrèze (Les-Angles-sur-Corrèze) : Longueur 854m, construction en 2000-2002.
  - Viaduc du Chadon (Gimel-les-Cascades) : Longueur 530m, construction en 2000-2002.
- 21 Tulle - est (RD 1089) : Tulle, Gimel-les-Cascades, Aurillac, Beaulieu-sur-Dordogne, Argentat-sur-Dordogne, Saint-Céré, Bretenoux, Biars-sur-Cère
  -  Aire de service de la Corrèze (dans les deux sens) (qui a la particularité d'être implantée entre des zigzags d'autoroute)
- 22 Égletons : Aubusson, Mauriac, Égletons
- 22.1 Maussac (en projet)
- 23 Ussel - ouest (RD 1089) : Bort-les-Orgues, Meymac, Ussel-centre, Neuvic, Mauriac
  -  Aire de repos de la Loutre (dans les deux sens)
  - Viaduc de la Sarsonne (Saint-Exupéry-les-Roches) : Longueur 218m, construction en 1997-1999.
- 24 Ussel - est (RN 89) : Ussel, Aubusson, EygurandeLe viaduc du Chavanon, entre la Corrèze et le Puy-de-Dôme.

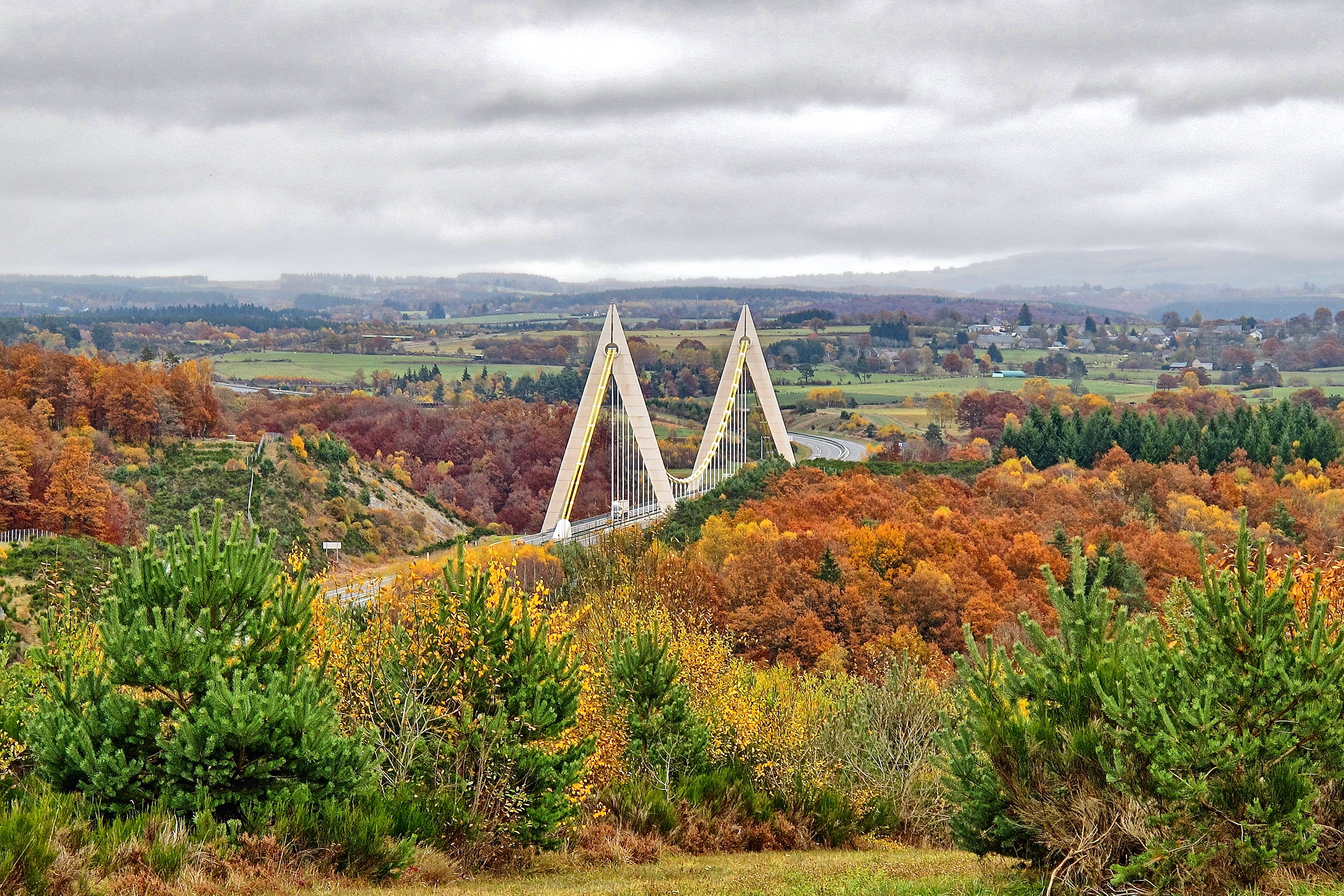
Le viaduc du Chavanon, entre la Corrèze et le Puy-de-Dôme.

  - Viaduc des Bergères (Aix) : Longueur 218m, construction en 1997-1999.
  - Viaduc de la Barricade (Aix) : Longueur 420m, construction en 1997-1999.
  -  Aire de service du Chavanon (dans les deux sens)[Note 2]
  - Pont d'accès à l'aire du Chavanon (Merlines) : Longueur 54m, construction en 2002.
  - Viaduc du Chavanon : Longueur 360m, construction en 1997-2000.
  - Passage de la Corrèze au Puy-de-Dôme.
  - Viaduc de la Clidane (Bourg-Lastic) : Longueur 540m, construction en 1996-1999.
- 25 Saint-Julien - Sancy (RN 89) : Clermont-Ferrand - sud par RD, Laqueuille, Rochefort-Montagne, Saint-Sauves-d'Auvergne, Mont-Dore, La Bourboule, Bourg-Lastic.
  -  Aires de repos de Prondines (sens  Lyon-Bordeaux),   et d'Heume-l'Église (sens Bordeaux-Lyon).
- 26 Pontgibaud : sommet du Puy de Dôme, Vulcania, Guéret, Pontaumur, Pontgibaud, Volvic.
  - Viaduc de la Sioule (Pontgibaud) : Longueur 990m, construction en 2003-2005.
- 27 Manzat : Riom, Châtel-Guyon, Manzat +  Aire de service de Manzat (dans les deux sens).
  - Viaduc de Lalong (Teilhède) : Longueur 200m, construction en 2004-2006.
- Échangeur entre A71 et A89 : Paris, Orléans, Bourges, Montluçon, Vichy

Début du tronc commun A71/A89 (double numérotation)

Section concédée à APRR et payante.
- 13 Riom (RD 2009) (sortie de l'A71) : Riom, Volvic, Châtel-Guyon.
- Péage de Gerzat (à système fermé) +  14 Gerzat (sortie de l'A71) : Gerzat (à système ouvert de ou vers Clermont-Ferrand).
- Échangeur entre A710w, A71 et A89 : Montpellier (A75), Clermont-Ferrand - Montferrand, Aulnat

Fin du tronc commun

Section concédée à ASF et payante (sauf les sorties 36 à 39).
- Échangeur entre A711 et A89 : Clermont-Ferrand - est, Clermont-Ferrand - sud, Aéroport de Clermont-Ferrand-Auvergne, Montpellier (A75)
- Péage des Martres d'Artière (à système fermé).
  -  Aires de repos du Branchilion (sens  Bordeaux-Lyon),  des Pacages (sens Lyon-Bordeaux).
- 28 Lezoux : Lezoux, Billom, Maringues (km 419).
  -  Aire de service de Limagne (dans les deux sens).
  -  sur 40 km dans les deux sens (Profil de la route et forte déclivité) (100 km/h en temps de pluie).
- 29 Thiers - ouest : Vichy, Ambert, Courpière, Thiers (km 429).
  -  Aires de repos des Pins (sens  Bordeaux-Lyon),  du Lac (sens Lyon-Bordeaux).
- 30 Thiers - centre (RD 2189) : Thiers, Chabreloche, Saint-Rémy-sur-Durolle, La Monnerie-le-Montel (km 440,5).
  -  Aire de repos des Suchères (sens  Lyon-Bordeaux).
  - Col de Cervières (806 m) (km 453,5).
  - Passage du Puy-de-Dôme à la Loire.Franchissement du col de Cervières (altitude 806 m) en direction de Clermont-Ferrand.

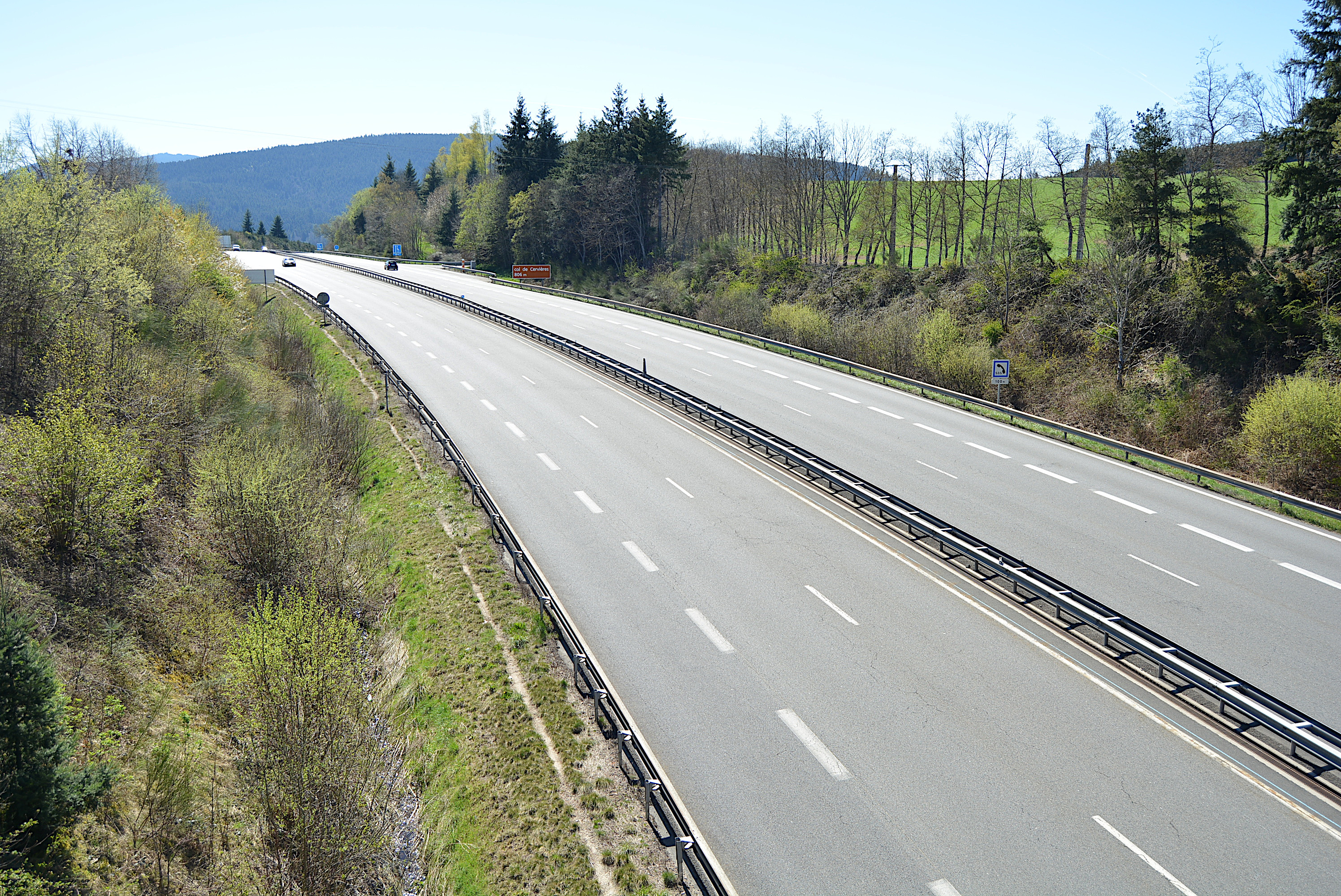
Franchissement du col de Cervières (altitude 806 m) en direction de Clermont-Ferrand.

- 31 Noirétable : Saint-Just-en-Chevalet, Noirétable (km 456).
  -  Aire de service du Haut-Forez (dans les deux sens).
- 32 Saint-Germain-Laval : Boën-sur-Lignon, Saint-Germain-Laval (km 477,5).
  -  Aires de repos des Bruyères (sens  Bordeaux-Lyon),  des Ardilliers (sens Lyon-Bordeaux).
- Échangeur entre A72 et A89 : Saint-Étienne (km 484).
  - Viaduc de Balbigny sur la Loire.
- 33 Balbigny (RN 82)  Échangeur entre RN 82 et A89 : ( 74 (sortie de la RN 82)): Paris, Moulins, Roanne, Balbigny, Nervieux
  - Viaduc du Bernand (Balbigny) : Longueur 225m, construction en 2009-2012.L'entrée Est du Tunnel de la Bussière, près de Tarare.
  -  Aire de service de la Loire (dans les deux sens).

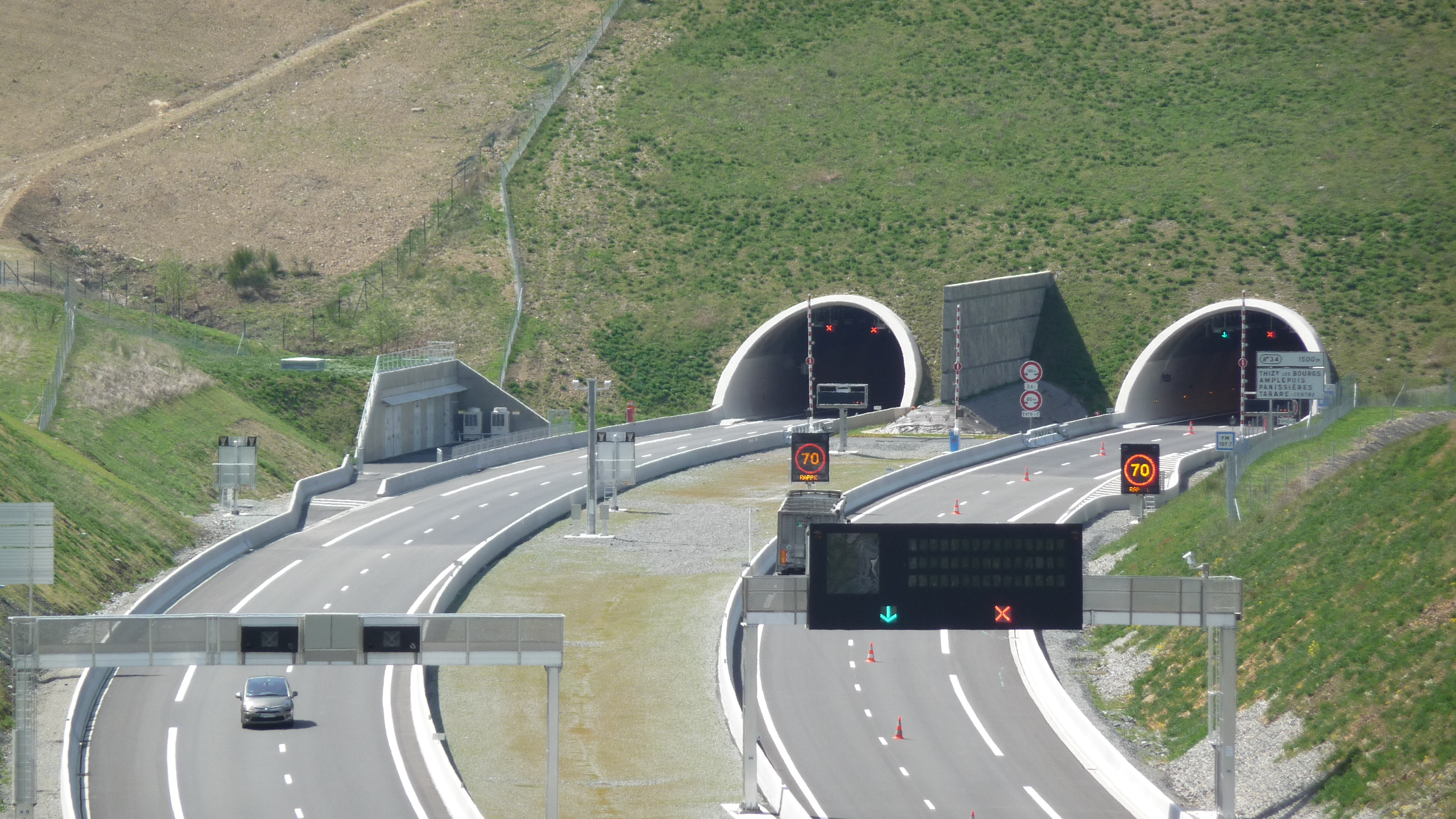
L'entrée Est du Tunnel de la Bussière, près de Tarare.

  - Viaduc du Pont-Marteau (Sainte-Colombe-sur-Gand).
  - Viaduc du Gonon (Sainte-Colombe-sur-Gand) : Longueur 307m et 313m, construction en 2009-2012.
  - Viaduc de Rey (Violay) : Longueur 178m, construction en 2009-2012.
  - Tunnel de Violay : Longueur 3900m, construction en 2008-2012.
  - Passage de la Loire au Rhône.
  - Viaduc du Valletier (Joux) : Longueur 100m, construction en 2010-2012.
- 34 Tarare-Ouest (RD 307) : Thizy-les-Bourgs, Amplepuis, Tarare
  - Tunnels de La Bussière et de Chalosset (Saint-Marcel-l'Éclairé): Longueur 1050m et 750m, construction en 2008-2012.
  - Viaduc de Goutte Vignole (Saint-Marcel-l'Éclairé) : Longueur 618m, construction en 2008-2012.
  - Viaduc du Torranchin (Vindry-sur-Turdine) : Longueur 196m, construction en 2009-2010.
- Péage de Saint-Romain-de-Popey (à système fermé) +  35 Tarare - est (RD 307) : Villefranche-sur-Saône, Tarare
  -  Aire de repos des Pierres Dorées (dans les deux sens).
  - Viaduc du Buvet.
  - Viaduc de la Brévenne.
- 36 L'Arbresle (RD 307) : Roanne, Thiers par RN, L'Arbresle.
- 37 Ponts-de-Dorieux : Chazay-d'Azergues.
- 38 Lentilly (RD 307) : Lentilly, La Tour-de-Salvagny.
- 39 La Tour-de-Salvagny - ouest (de et vers Lyon) : Lozanne, Tassin-la-Demi-Lune, La Tour-de-Salvagny

Section concédée à APRR et gratuite.
- 40 La Tour-de-Salvagny - est (RD 307) : Tassin-la-Demi-Lune, Charbonnières-les-Bains, La Tour-de-Salvagny.
- 41 Limonest (RD 306) : Limonest, Dardilly, Lissieu.
  - Viaduc du Sémanet (Limonest) : Longueur 210m, construction en 2016-2017.
- Échangeur entre A6, M6 et A89 : Lyon, Paris, Mâcon, Villefranche-sur-Saône.

## Lieux sensibles
- Descente de Thiers-La Monnerie-le-Montel-Noirétable (7 % de pente et de nombreux virages dangereux).
- Péage de Gerzat et tronçon en commun avec l'A71 au nord de Clermont-Ferrand (bouchons fréquents en période estivale dus à sa sous-dimension) - Mise à 2 × 3 voies depuis le 10 juillet 2014.
- Tronc commun avec l'A20 au nord de Brive, souvent embouteillé.

## Ouvrages d'art
| Nom                                    | Longueur         | Date de construction | Lieu                                          |
| -------------------------------------- | ---------------- | -------------------- | --------------------------------------------- |
| Viaduc des Barrails                    | 2 × 1 460 m      | 1998-2000            | Arveyres                                      |
| Viaduc du Mascaret                     | 2 × 540 m        | 1997-1999            | Libourne                                      |
| Viaduc de la Crempse                   | 307 m            | 2002-2004            | Bourgnac                                      |
| Viaduc du Douime                       | 2 × 290 m        | 2001-2003            | Azerat                                        |
| Tunnel de la Crête                     | 355 m            | 2006-2007            | Beauregard-de-Terrasson                       |
| Viaduc de l'Elle                       | 474 m            | 2005-2007            | Villac                                        |
| Viaduc de Ribeyrol                     | 259 m            | 2005-2007            | Cublac                                        |
| Tranchée couverte de Gumond            | 169 m            | 2003-2005            | Saint-Pantaléon-de-Larche                     |
| Viaduc du Maumont                      | 190 m            | 2004-2006            | Saint-Viance                                  |
| Viaduc de la Vézère-Corrèze            | 973 et 1 002 m   | 2003-2005            | Brive-la-Gaillarde                            |
| Viaduc du Pays de Tulle                | 854 m            | 2000-2002            | Naves, Les Angles et Tulle                    |
| Viaduc du Chadon                       | 530 m            | 2000-2002            | Gimel-les-Cascades                            |
| Viaduc de la Sarsonne                  | 218 m            | 1997-1999            | Ussel                                         |
| Viaduc des Bergères                    | 282 m            | 1997-1999            | Aix (Corrèze)                                 |
| Viaduc de la Barricade                 | 420 m            | 1997-1999            | Entre Aix et Merlines                         |
| Pont d'accès à l'aire de Chavanon      | 54 m             | 2002                 | Merlines                                      |
| Viaduc du Chavanon                     | 360 m            | 1997-2000            | Entre Merlines et Messeix                     |
| Viaduc de la Clidane                   | 540 m            | 1996-1999            | Bourg-Lastic                                  |
| Viaduc de la Sioule                    | 990 m            | 2003-2005            | Pontgibaud                                    |
| Viaduc de Lalong                       | 200 m            | 2004-2006            | Teilhède                                      |
| Viaduc du Bernand                      | 225 m            | 2009-2012            | Balbigny                                      |
| Viaduc du Gonon                        | 307 et 313 m     | 2009-2012            | Sainte-Colombe-sur-Gand                       |
| Viaduc du Rey                          | 178 m            | 2009-2012            | Violay                                        |
| Tunnel de Violay                       | 3 900 m          | 2008-2012            | Violay                                        |
| Viaduc du Valletier                    | 100 m            | 2010-2012            | Joux                                          |
| Tunnels de La Bussière et de Chalosset | 1 050 m et 750 m | 2008-2012            | Saint-Marcel-l'Éclairé                        |
| Viaduc de Goutte Vignole               | 618 m            | 2008-2012            | Entre Saint-Marcel-l'Éclairé et Saint-Forgeux |
| Viaduc du Torranchin                   | 195 m            | 2009-2010            | Pontcharra-sur-Turdine                        |
| Viaduc du Buvet                        | 235 m            | 2009-2012            | Fleurieux-sur-l'Arbresle                      |
| Viaduc de la Brévenne                  | 285 m            | 2009-2012            | Fleurieux-sur-l'Arbresle                      |
| Viaduc du Sémanet                      | 210 m            | 2016-2017            | Limonest                                      |

## Galerie d'images

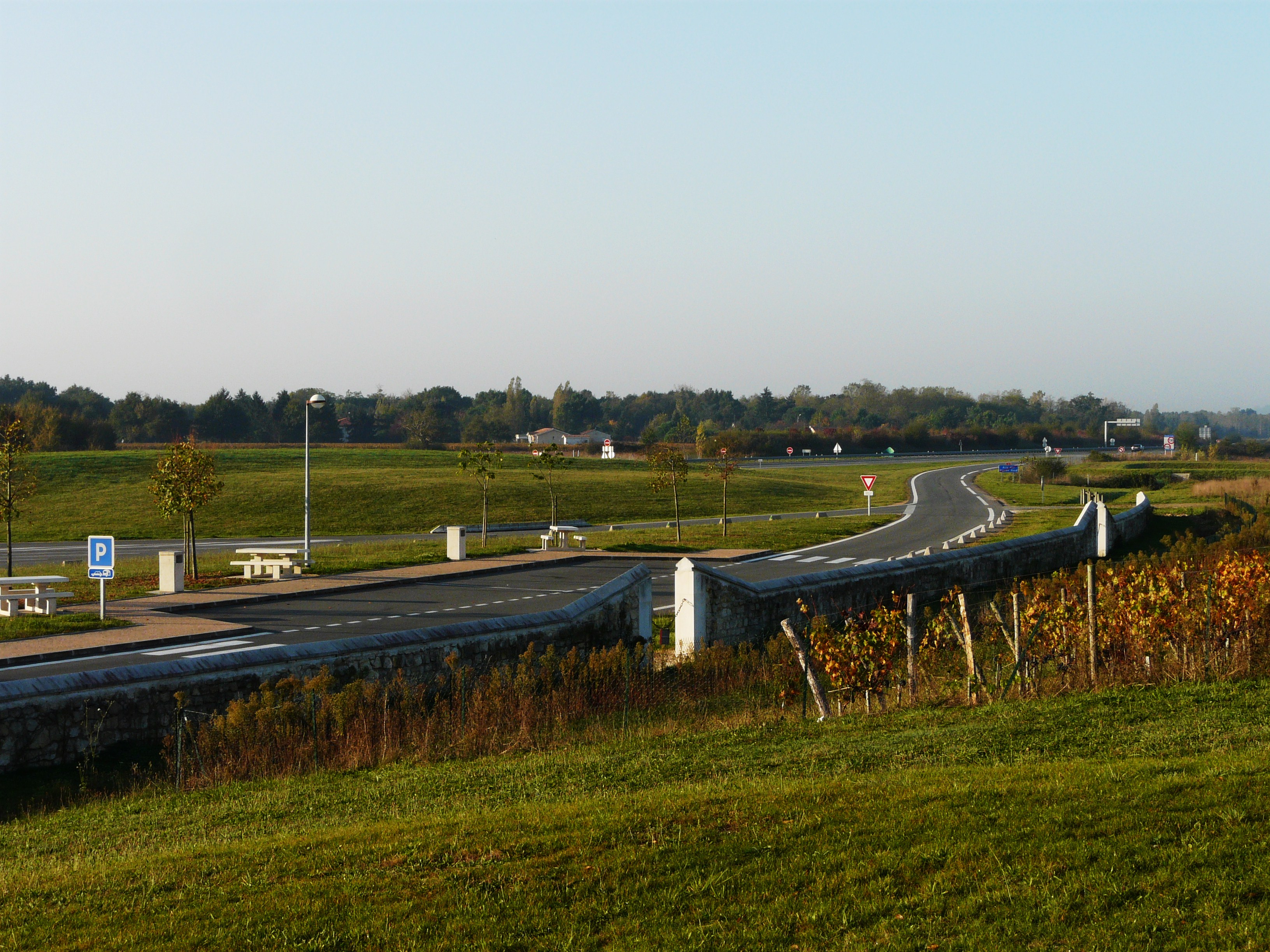
L'aire de repos des Vignes Nord en Gironde.
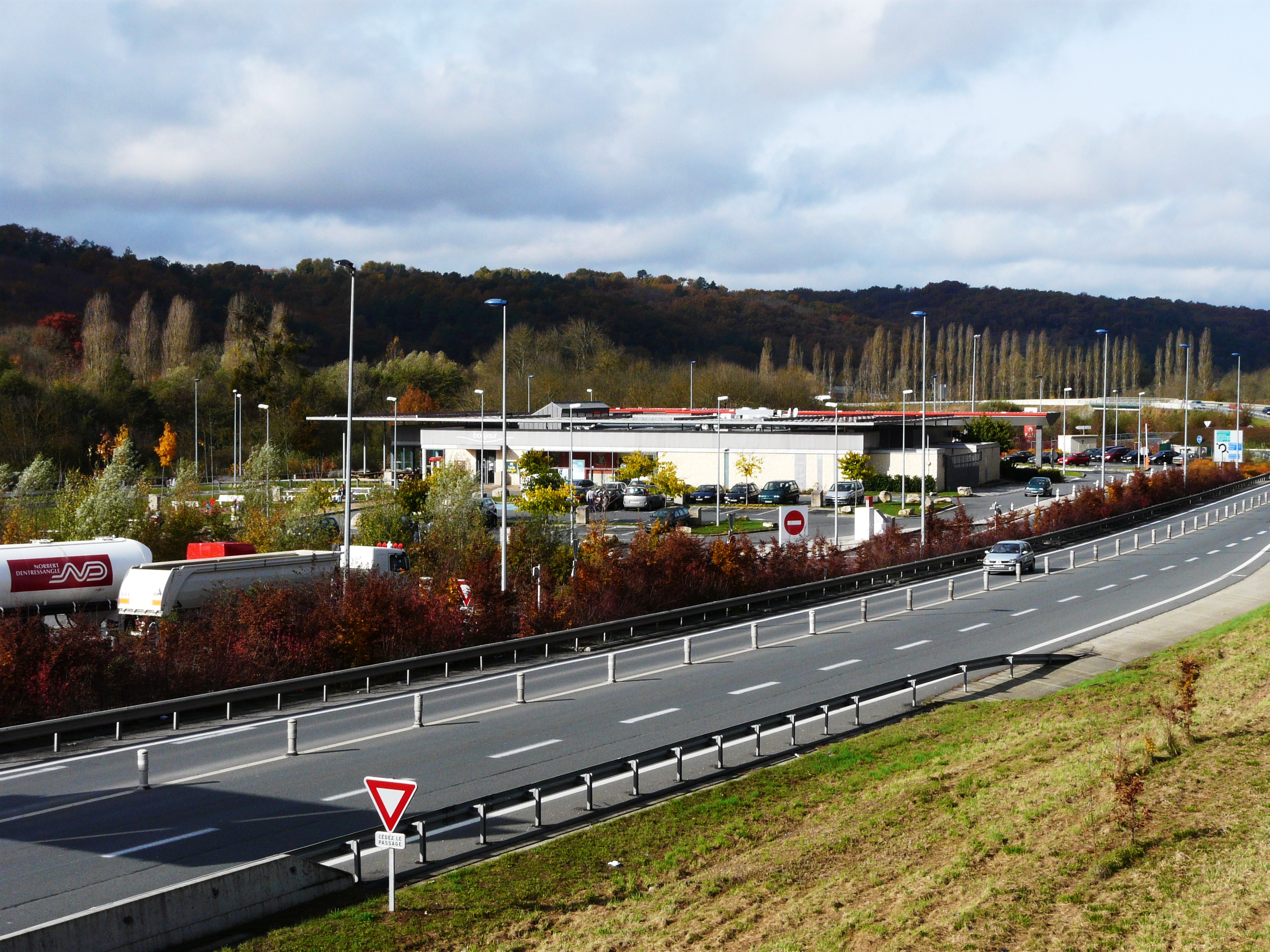
L'aire de service du Manoire à l'est de Périgueux.
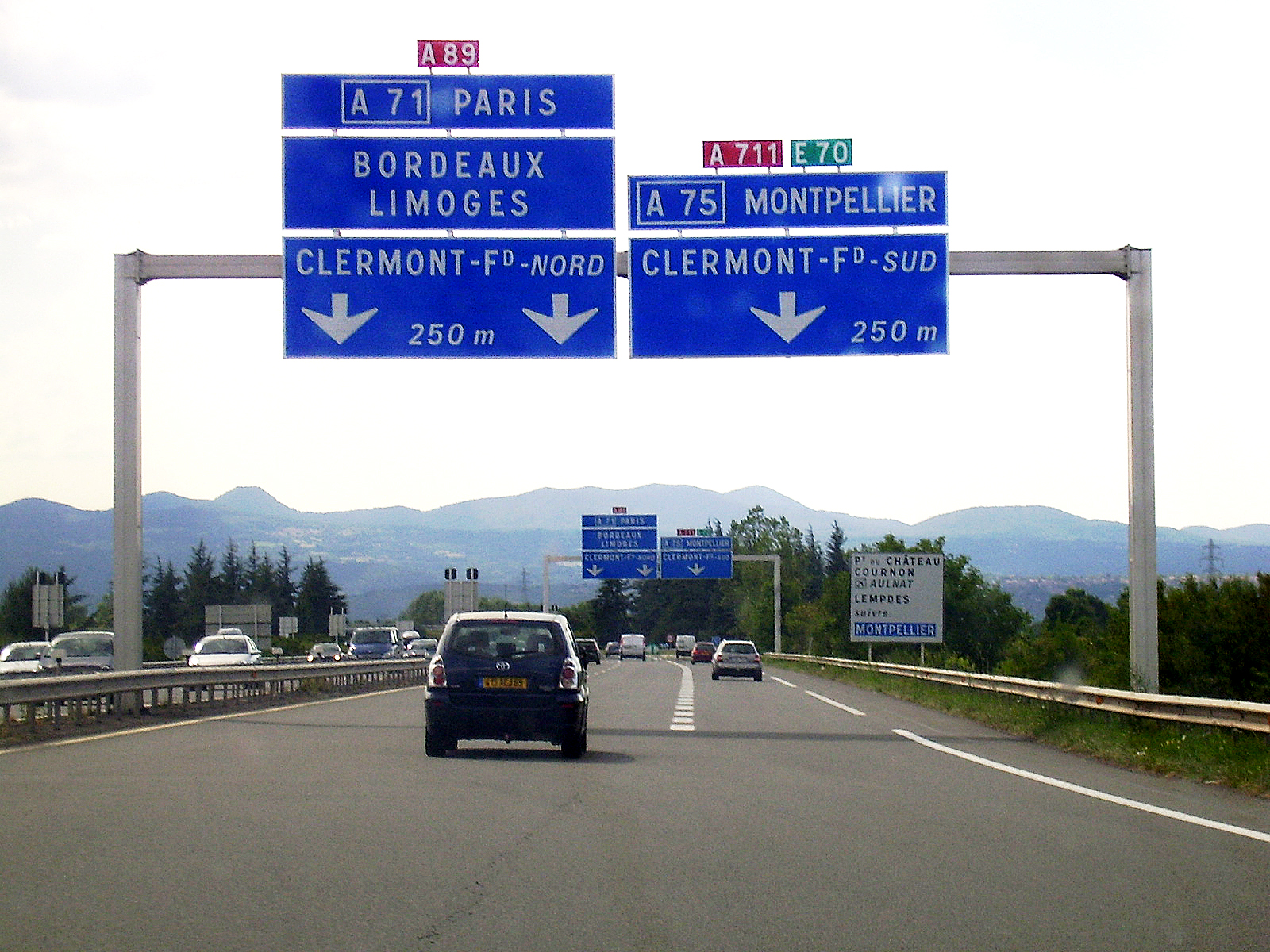
Échangeur entre les autoroutes A89 et A711.